# ヤマダサクラコ
ヤマダ サクラコ（4月30日 - ）は、日本の漫画家・イラストレーターである。別名義に佐々倉 コウを持つ。
2010年にコみケッとSP in 水戸と明利酒類のタイアップ商品にイラストを提供した。

## 作品

### 漫画
- ここにキスして（花音コミックス、2004年）
- ラ・ヴィ・アン・ローズ（Marble comics、2005年）
- 思い過ごしも恋の内（花音コミックス、2007年）
- 恋人はNo.1ホスト（原作：ボルテージ、B’s LOG Comics）全1巻
- 薔薇とライオン（原作：Unit Vanilla、バーズコミックス ルチルコレクション）全2巻

### 小説挿絵
- 今宵、天使と杯を（英田サキ、クリスタル文庫)
- ナビシートの恋愛戦略（著者：新條由貴、花丸文庫）
- ジャーナリストは眠れない（著者：榊花月、キャラ文庫）
- これより先はご遠慮ください（著者：皐月かえ、バジルノベルズ）
- 恋愛方程式の解法（著者：ふゆの仁子、ダリア文庫）
- 夜情にゆだねて（著者：秀香穂里、花丸文庫）
- 本日のご葬儀（著者：秋月こお、キャラ文庫）
- センチメンタル・セクスアリス（著者：砂原糖子、 幻冬舎ルチル文庫）
- 大人シリーズ（著者：崎谷はるひ、ルチル文庫）
- スウィートルームに愛の蜜（著者：水上ルイ、幻冬舎ルチル文庫）
- ライク・ファーザー・ライク・サン（著者：英田サキ、SHYノベルズ）
- 極道の犬（著者：秋山みち花、クロスノベルス）
- メランコリック・リビドー（著者：砂原糖子、ルチル文庫）
- この胸の秘めごと（著者：結城一美、花丸文庫）

### ゲーム
- 一血卍傑（一部キャラクターデザイン、DMM.com OVERRIDEとRejet）
- シニシカント　（企画監修、原画、キャラクターデザイン）

## 佐々倉コウ名義
- 悪魔城ドラキュラ 闇の呪印　既刊2巻、※3巻は発売未定
- RAPPA-乱波（原作：菊地秀行、月刊コミックバーズ連載）全2巻
- TVアニメ 戦国BASARA（監修：カプコン、電撃マ王連載）既刊3巻
- 戦国BASARA2英雄外伝-HEROES- コミックアンソロジー
- 週刊マンガ日本史 第33号